# 田家庵区
田家庵区，简称田区，是中國安徽省淮南市下辖的一个市辖区。区域总面积为239平方公里，总人口約73万。區人民政府駐国庆街道。

## 行政区划
田家庵区下辖9个街道办事处、4个镇、1个乡：
田东街道、新淮街道、国庆街道、淮滨街道、朝阳街道、公园街道、洞山街道、龙泉街道、泉山街道、舜耕镇、安成镇、曹庵镇、三和镇和史院乡。

## 人口
根据2020年11月1日零时，第七次人口普查結果顯示：全区常住人口为730078人，占全市常住人口的24.07%，与2010年第六次全国人口普查的593981人相比，增加136097人，增长22.91%，年平均增长2.08%。

## 经济
- 田家庵发电厂，始建于1941年，现有5台机组，总装机容量802.5MW，是华东电网的骨干电厂之一。此外还有洛河发电厂和平圩发电厂。